# 221 (liczba)
221 (dwieście dwadzieścia jeden) – liczba naturalna następująca po 220 i poprzedzająca 222.

## W matematyce
- 221 to liczba złożona
- 221 to liczba półpierwsza[1]
- 221 to liczba Ulama[2]
- 221 to iloczyn dwóch kolejnych liczb pierwszych[3] 
{\displaystyle 221=13\times 17}
- 221 to suma pięciu kolejnych liczb pierwszych 
{\displaystyle 221=37+41+43+47+53}
- 221 to suma dziewięciu kolejnych liczb pierwszych 
{\displaystyle 221=11+13+17+19+23+29+31+37+41}
- 221 można przedstawić na dwa sposoby jako sumę kwadratów liczb całkowitych dodatnich 
{\displaystyle 221=11^{2}+10^{2}=14^{2}+5^{2}}
- 221 można przedstawić na dwa sposoby jako różnicę kwadratów liczb całkowitych dodatnich 
{\displaystyle 221=15^{2}-2^{2}=111^{2}-110^{2}}

## W astronomii
- planetoida (221) Eos
- galaktyka eliptyczna NGC 221 (w katalogu Messiera oznaczona jako M32)
- kometa 221P/LINEAR

## W literaturze
- 221B Baker Street